# 埃莱姆 (埃尔普河畔阿韦讷区)
埃莱姆（法語：Élesmes，法語發音：[elɛm]）是法国上法兰西大区北部省的一个市镇，位于该省东部，属于埃尔普河畔阿韦讷区。

## 地理
埃莱姆（50°18'23"N, 4°0'36"E）面积6.23 平方千米，位于法国上法蘭西大區北部省，该省份为法国最北部的省份及最长的省份，西北濒北海，西接加来海峡省，南至埃纳省和索姆省，东与比利时接壤。
与埃莱姆接壤的市镇（或旧市镇、城区）包括：贝尔西利、维约朗、阿斯旺、布苏瓦、迈里约、莫伯日。

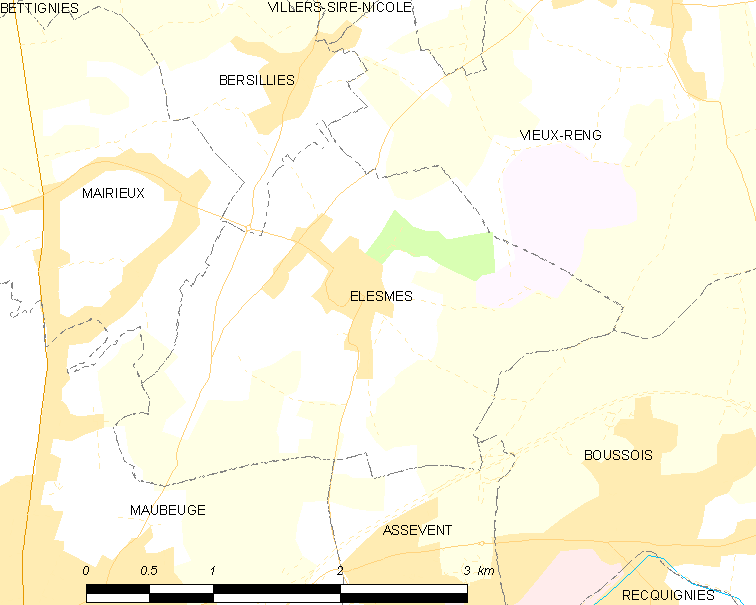
的OSM定位图

埃莱姆的时区为UTC+01:00、UTC+02:00（夏令时）。

## 行政
埃莱姆的邮政编码为59600，INSEE市镇编码为59190。

## 政治
埃莱姆所属的省级选区为莫伯日县。

## 人口

1962-2008年间人口变化图示

埃莱姆于2022年1月1日时的人口数量为1002人。